# トムス童夢・セリカC

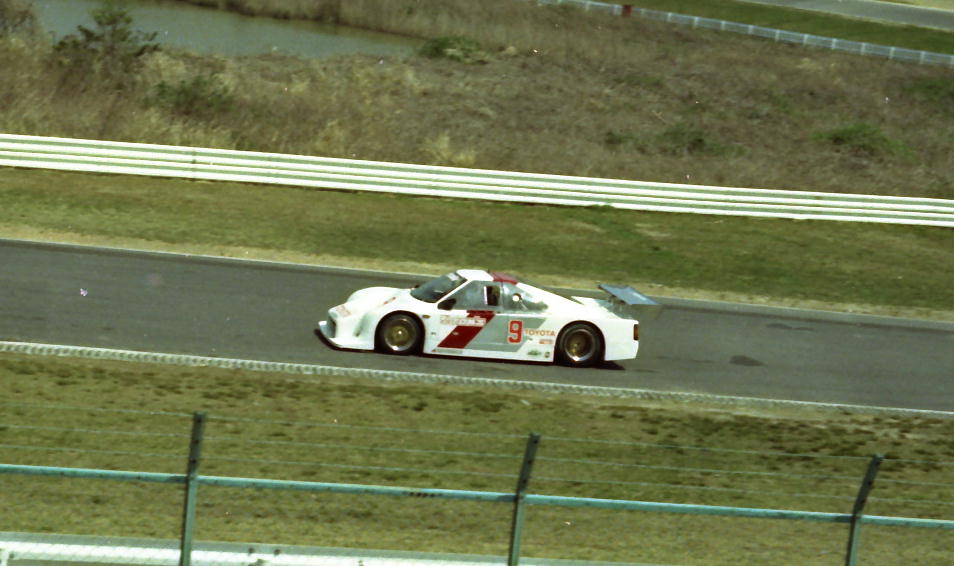
1983年4月3日、鈴鹿500kmレース決勝を走るトヨタ・トムス82C。

トムス童夢・セリカCは、1982年世界耐久選手権日本大会 (WEC-JAPAN) への参戦のために、トムスと童夢が開発した日本初のグループCカー。

## 概要
エンジンはトヨタの2T-G改、2リッター直列4気筒ターボを搭載する。本来、グループCのマシンは純粋なレーシングマシンであるが、トヨタが予算を宣伝部から捻出するため、市販車であるセリカのイメージを残すことを要望し、A60系セリカのイメージがルーフ部分に強く残されるスタイルとなった。このようにセリカのイメージが表現されつつも、セリカのパーツを一切使っていない純粋なグループCカーである。
デビュー戦は1982年8月の鈴鹿1000kmであったが、1周もできないままリタイヤとなる。「本番」とされた同年10月のWEC富士6時間では、カウルのトラブルで一時遅れるも完走を果たし、5位に入賞する。
これに気をよくしたトヨタは、翌1983年にセリカのイメージの呪縛を解き、完全ウイングカーで市販車のイメージを一切持たないグループCカー、トムス・83Cを投入することとなった。なお、同年4月の鈴鹿500km、6月の富士500kmには、セリカCのフロントカウルを一部改良したトムス・82Cとしてエントリーしている。